# Prupuk Selatan
Prupuk Selatan is een bestuurslaag in het regentschap Tegal van de provincie Midden-Java, Indonesië. Prupuk Selatan telt 9311 inwoners (volkstelling 2010).